# NGC 5975
NGC 5975 ist eine 14,1 mag helle spiralförmige Radiogalaxie vom Hubble-Typ Sbc im Sternbild Schlange am Nordsternhimmel. Sie ist schätzungsweise 200 Millionen Lichtjahre von der Milchstraße entfernt und hat einen Durchmesser von etwa 60.000 Lichtjahren. Gemeinsam mit zwölf weiteren Galaxien gilt sie als Mitglied der NGC 6052-Gruppe (LGG 403).
Im selben Himmelsareal befindet sich u. a. die Galaxie IC 1132.
Das Objekt wurde am 19. Juni 1882 von Édouard Stephan entdeckt.